# Допплешванд
Допплешванд (нем. Doppleschwand) — коммуна в Швейцарии, в кантоне Люцерн. Входит в состав округа Энтлебух. Население составляет 767 человек (на 31 декабря 2016 года). Официальный код — 1001.

## Географическое положение
Площадь коммуны составляет 6,97 км². 55,5 % территории занимают сельскохозяйственные угодья; 36,3 % — леса; 5,5 % — населённые пункты и дороги и оставшиеся 2,7 % не используются (реки, горы, ледники).

## История
Деревня впервые упоминается в 1275 году как Togelswande или Towenswande. Этим же годом датирован костёл Допплешванда. В 1798 году была создана в 1798 году. Неоготическая церковь коммуны была построена в 1860—1854 годах. Широко распространенные в XVII и XVIII веках текстильные производства на дому исчезли к 1900 году. Между 1838 и 1842 годами были построены дороги в Вольхузен и Ромос, в 1852 году проложена дорога в Хасле, а в 1888 году — в Энтлебух. В 2000 году в сельском хозяйстве занята треть населения коммуны.

## Население
На 31 декабря 2016 года в Допплешванде проживало 767 человек. В 2011 году 30,8 % населения были в возрасте до 19 лет, 57,0 % — от 20 до 64 лет, старше 65 лет были 12,2 %.
На 2000 год 97,7 % населения коммуны были немецкоязычными, 1,7 % — разговаривали на албанском.
Динамика численности населения коммуны по годам:
| 1745 | 1798 | 1837 | 1850 | 1900 | 1950 | 1970 | 2000 | 2006 | 2011 | 2016 |
| ---- | ---- | ---- | ---- | ---- | ---- | ---- | ---- | ---- | ---- | ---- |
| 390  | 536  | 681  | 668  | 523  | 502  | 470  | 653  | 713  | 737  | 767  |

На выборах 2011 года наибольшее количество голосов получила Христианско-демократическая народная партия Швейцарии (56,3 %), за Швейцарскую народную партию проголосовали 29,6 %, за Свободную демократическую партию Швейцарии — 9,2 %, за Социал-демократическую партию Швейцарии — 1,8 %.